# Liste antiker Ortsnamen und geographischer Bezeichnungen/Gi
| Lateinischer Name | Griechischer Name                  | Beschreibung              | Heute                                                              | Quellen und Verweise | Lage |
| ----------------- | ---------------------------------- | ------------------------- | ------------------------------------------------------------------ | -------------------- | ---- |
| Gibeah            |                                    |                           |                                                                    | Smith;               |      |
| Gibeon            | Γαβαών (Gabaōn)                    | Stadt der Gibeoniter      | möglicherweise Ed-Dschib, ungefähr 9 km nordwestlich von Jerusalem | Smith;               |      |
| Giblites          |                                    |                           |                                                                    | Smith;               |      |
| Gifil             |                                    |                           |                                                                    | Smith;               |      |
| Giglius           |                                    |                           |                                                                    | Smith;               |      |
| Gigonis Prom      |                                    |                           |                                                                    | Smith;               |      |
| Gigonus           |                                    |                           |                                                                    | Smith;               |      |
| Gigurri           |                                    |                           |                                                                    | Smith;               |      |
| Gihon             |                                    | Quelle bei Jerusalem      |                                                                    | Smith;               |      |
| Gilboa Mons       |                                    |                           |                                                                    | Smith;               |      |
| Gilead            |                                    | biblische Landschaft      |                                                                    | Smith;               |      |
| Gilgal            | Γάλγαλα (Galgala), Γολγών (Golgōn) | mehrere Orte in der Bibel |                                                                    | Smith;               |      |
| Giligammae        |                                    |                           |                                                                    | Smith;               |      |
| Gindanes          |                                    |                           |                                                                    | Smith;               |      |
| Gindarus          | Γίνδαρος (Gindaros)                | Stadt in Syrien           | Dschindires in Syrien                                              | Smith;               |      |
| Gir               |                                    | Fluss in Afrika           |                                                                    |                      |      |
| Girba             |                                    | siehe Meninx              |                                                                    |                      |      |
| Girgashites       |                                    |                           |                                                                    | Smith;               |      |
| Girgiri           |                                    |                           |                                                                    | Smith;               |      |
| Gitanae           |                                    |                           |                                                                    | Smith;               |      |
| Gittites          |                                    |                           |                                                                    | Smith;               |      |